# Cięcie (proces technologiczny)
Cięcie – jest operacją rozdzielania materiału. Cięcie może być wykonane poprzez usunięcie części materiału metodą obróbki ubytkowej lub bez jego usuwania metodą obróbki plastycznej. 

## Rodzaje cięcia
- obróbka plastyczna – rozdzielenie materiału następuje poprzez wytworzenia takiego stanu naprężenia w żądanym miejscu, aby nastąpiło pęknięcie obrabianego przedmiotu.
  - cięcie dwoma krawędziami tnącymi –  za pomocą stempla i matrycy;
  - cięcie jedną krawędzią tnącą  –  np. przy okrawaniu odkuwek, wygładzaniu otworów;
  - cięcie gumą –  wykrawanie na ostrych krawędziach wzornika ciśnieniem wywieranym przez warstwę gumy;
  - cięcie nożowe – zagłębienie się noża w materiale spoczywającym na miękkim podłożu: cięcie (sztancowanie) kartonu, skóry, filcu itp.;
  - przebijanie otworów – wraz z wywinięciem pękniętego brzegu;
- inne rodzaje obróbki
  - cięcie metodami spawalniczymi  – za pomocą spawarki elektrycznej lub palnika gazowego;
  - cięcie laserowe –  wykorzystanie energii fotonów do odparowania/roztopienia przecinanego materiału;
  - cięcie plazmowe;
  - cięcie wodą –  użycie strumienia wody o bardzo wysokim ciśnieniu do przecięcia materiału[1].

## Sposoby przeprowadzania cięcia
- cięcie na prasach za pomocą wykrojników;
- cięcie na specjalnych maszynach (stosowane są np. nożyce gilotynowe, dziurkarki itp.), bez zmiany elementów tnących;
- cięcie na nożycach krążkowych.